# Œil-de-perdrix
Pour les articles homonymes, voir Œil de perdrix.
L'œil-de-perdrix, vin rosé suisse d'origine neuchâteloise, tire son caractère et sa finesse du Pinot noir, vinifié selon une méthode particulière. Le nom de l'œil-de-perdrix vient de la couleur que prend l'œil d'une perdrix à l'agonie. 
Il s'agit d'un rosé de pinot noir peu cuvé. La découverte de cette vinification particulière remonte probablement au milieu du XIXe siècle. On a retrouvé des étiquettes d’œil-de-perdrix neuchâtelois commercialisé par le domaine Bovet datant de 1861,.
L'œil-de-perdrix a toujours constitué un produit d'exportation neuchâtelois vers la Suisse allemande mais aussi vers le Tessin et les autres cantons romands. D'autres régions viticoles suisses ne se sont pas contentées de cette importation, mais elles ont copié les méthodes d’élaboration et adopté le nom de ce rosé.
C'est dès la fin de la Seconde Guerre mondiale que cette appellation commence à se diffuser dans les cantons lémaniques. Lorsqu'une politique des Appellations d’Origine Contrôlée a enfin commencé en Suisse, il était trop tard pour donner une limitation cantonale à cette dénomination, c'est pourquoi, de Genève à Sierre, on vinifie de l'œil-de-Perdrix.

## La Perdrix Blanche
L'échec des démarches entreprises pour réserver l'appellation œil-de-perdrix a poussé les encaveurs neuchâtelois à prendre rapidement les dispositions nécessaires pour protéger une spécialité plus récente, la Perdrix Blanche. Il s'agit d'un blanc de pinot noir. Ce vin constitue désormais une exclusivité du canton de Neuchâtel.